# Фиттония
Фиттония (лат. Fittonia) — род южноамериканских растений семейства Акантовые.

## Описание
Чаще всего выращивают Fittonia albivenis и его сорта. Это раскидистые вечнозелёные многолетники, вырастающие до 10—15 см (4—6 дюймов) в высоту. У них пышные зелёные листья с акцентированными прожилками от белого до тёмно-розового цвета, а их стебли покрыты коротким пушком. Небольшие бутоны могут появиться через некоторое время, когда стебель разделится на листья. Их также можно размножать, позволяя обрезкам кончиков пустить корни примерно через 1—2 недели. Цветки мелкие, от белого до почти белого цвета. Растения лучше всего содержать во влажных местах с умеренным солнечным светом и температурой выше 13 °C, поэтому в районах с умеренным климатом их следует выращивать как комнатные растения. Без частого полива растение вянет, но быстро восстанавливаться после увлажнения почвы. Разрастается вширь, может использоваться как почвопокровное растение.

. Его разрастающаяся привычка делает его идеальным в качестве почвопокровного растения.

## Таксономия
Fittonia Coem., J. Gén. Hort. 15: 185 (1865).
Этимология
Род назван в честь двух сестёр — Элизабет и Сары-Марии Фиттон (ок. 1810—1860), которые создали в начале XIX века первый классический учебник по ботанике.

#### Синонимы
Гетеротипные (основанные на разных номенклатурных типах):
- Adelaster Lindl. ex Veitch (1861)

## Виды
Подтвержденные виды по данным сайта POWO на 2022 год:
- Fittonia albivenis (Lindl. ex Veitch) Brummitt
- Fittonia gigantea Linden

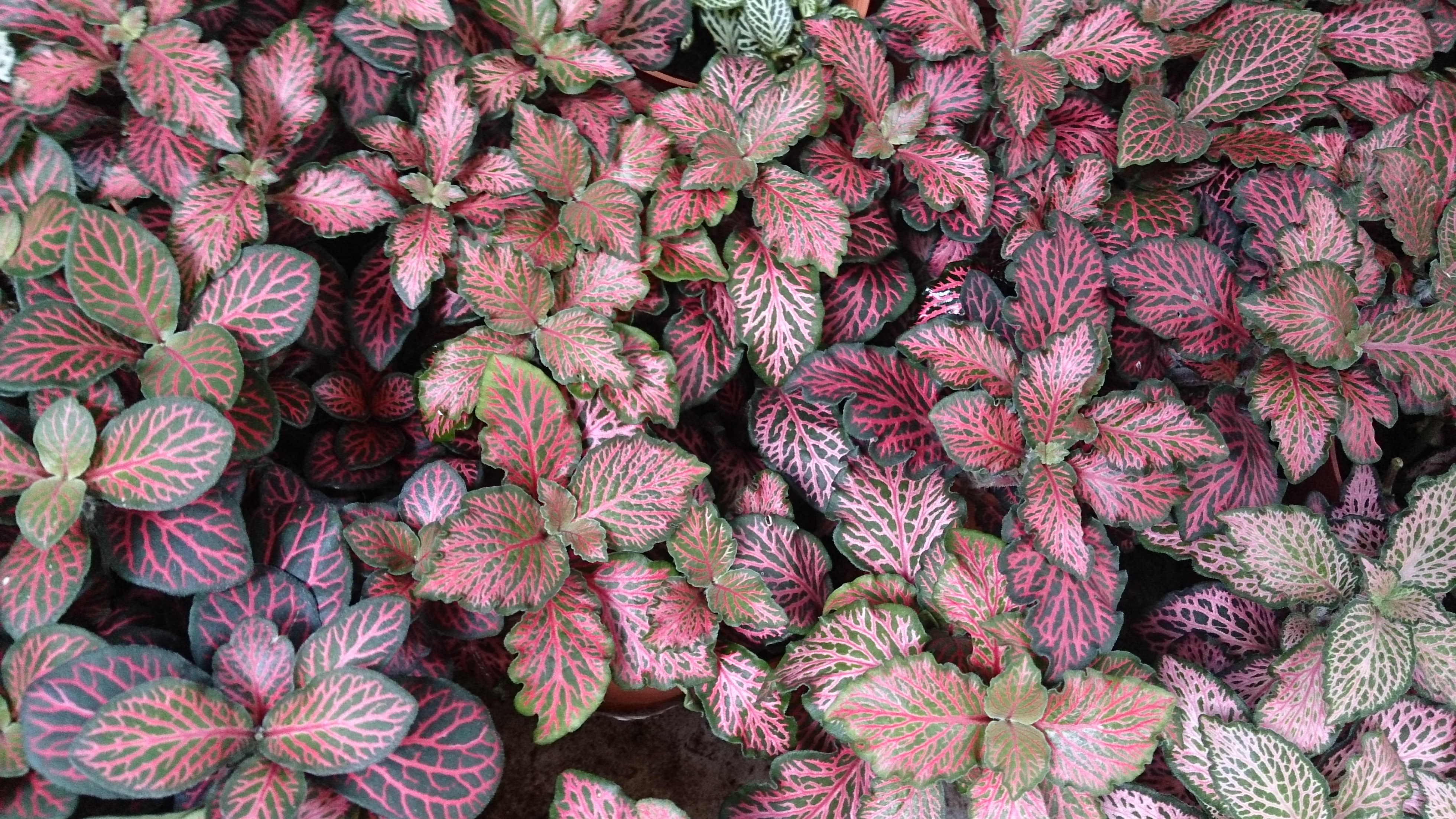
Fittonia albivenis
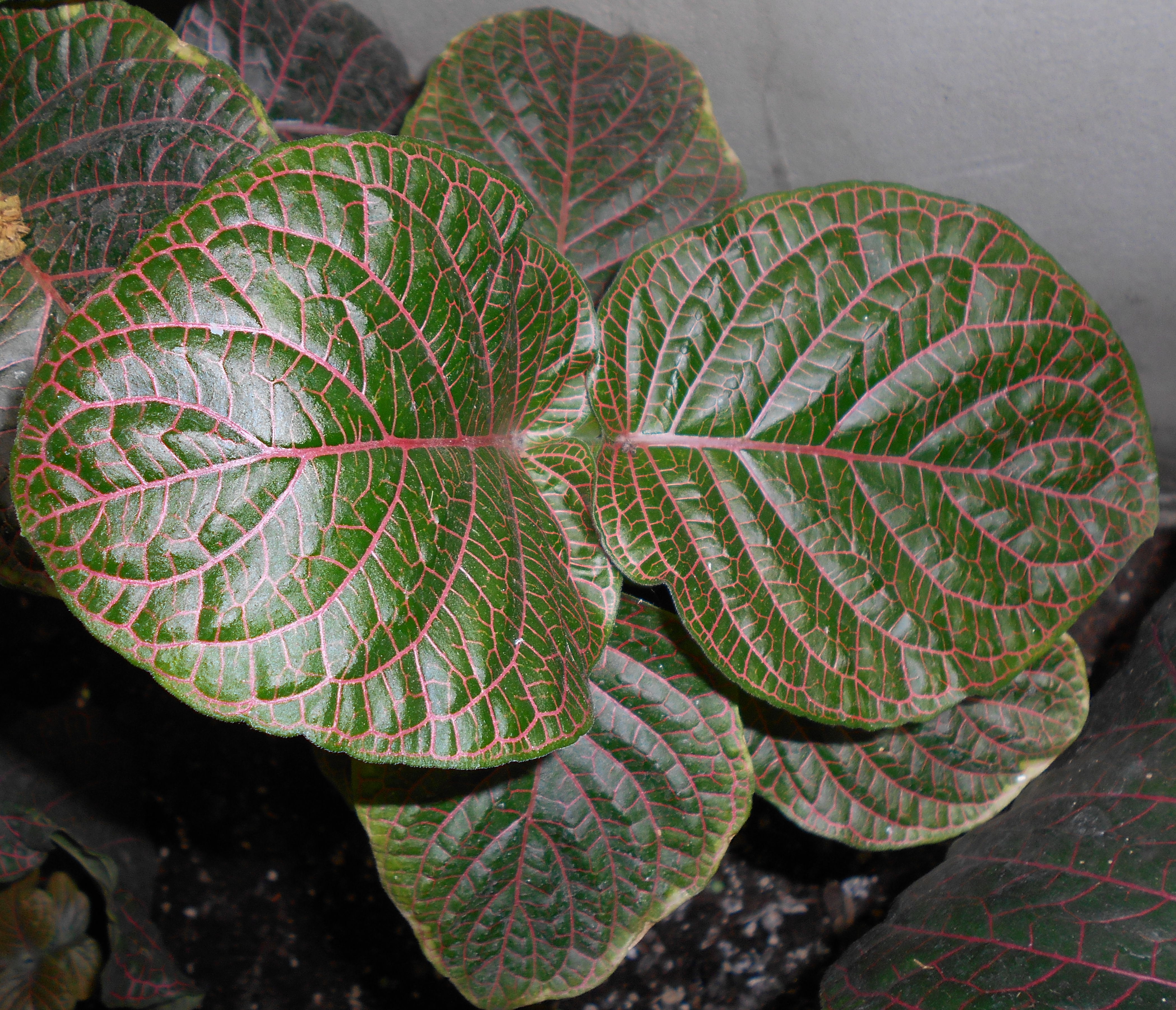
Fittonia gigantea

## Выращивание

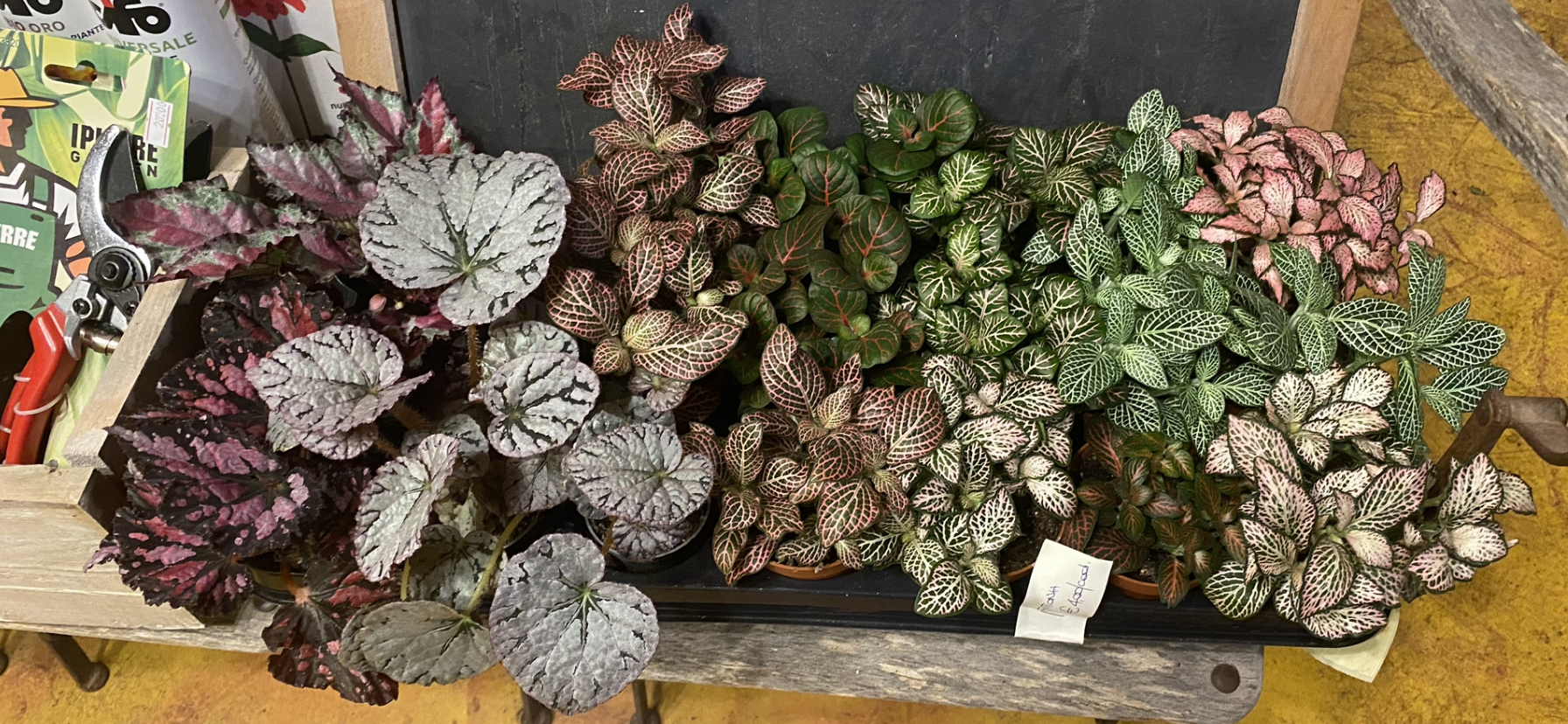
Разновидности и подвиды фиттонии

Растение следует держать в хорошо освещенном месте, но полностью исключить попадание его под прямые солнечные лучи.
Температура
Фиттонии любят тепло, даже зимой требуется поддерживать достаточно высокую температуру: 15—16 °С. Идеальная температура для них: 18—22 °С.
Полив
В период интенсивного вегетативного развития и в теплое время года поливают обильно, зимой — чуть меньше. Часто растения опрыскивают водой для поддержания оптимального уровня влажности
Размножение Для получения новых экземпляров можно использовать ползучие побеги в качестве отводков. От побегов также легко получить и черенки.- Разновидности и подвиды фиттонии

## Болезни и вредители
Фиттония подвержена загниванию, когда полив чрезмерен или почва слишком уплотнена. Поддержание оптимальных условий выращивания предотвратит возникновение этой проблемы.